# Gao Yuanyuan
Pour les articles homonymes, voir Gao.
Dans ce nom chinois, le nom de famille, Gao, précède le nom personnel.
Gao Yuanyuan (née le 5 octobre 1979 à Pékin) est une actrice chinoise.

## Biographie
Gao Yuanyuan est née à Pékin le 5 octobre 1979 et est entrée dans l'industrie du divertissement en 1996. Contrairement aux autres actrices de la Chine continentale, elle n'est pas diplômée d'une institution universitaire de théâtre. Elle a commencé sa carrière en faisant des publicités après avoir été repérée dans la rue à Wangfujing, le quartier commerçant de Pékin.
Elle est apparue d'abord dans la comédie 1997 film Spicy Love Soup, réalisé par Zhang Yang. Alors qu'en 2000, elle a joué dans une publicité pour des Qing Zui (bouche fraîche) menthe[pas clair] pendant CCTV de l'émission des Jeux olympiques d'été de 2000, et est ainsi connu pour les téléspectateurs comme « la fille avec la bouche fraîche »[réf. souhaitée].
En 2002, elle a joué le rôle principal de Zhou Zhiruo dans  Le ciel épée et Dragon Saber, une série télévisée adaptée de Louis Cha, Gao a également fait une percée sur le marché international en 2005, elle était sur le tapis rouge lors du 58e festival de Cannes, où son film  Shanghai Dreams, dirigé par Wang Xiaoshuai, a remporté le prix du jury. Jackie Chan l'a décrit elle comme « ayant l'apparence plus fraîche et l'esprit chaste qu'aucune actrice de Hong Kong pourrait approcher ". Chan a également pris Gao comme son partenaire dans le film de comédie d'action Rob -B -Hood.
Gao a également été choisie pour porter la torche lors de l'étape de Nanjing du Relais de la flamme olympique dans le cadres des Jeux olympiques d'été de 2008.
De 2007 à 2008, Gao Yuanyuan a joué comme Jiang Shuyun dans  City of Life and Death, un récit fictif d'événements au cours du massacre de Nankin. Le film a remporté le premier prix à 2009 festival de San Sebastian. Par ailleurs, Gao devint ambassadeur de la marque de FIYTA en 2011 et a pris une série de rue s'enclenche dans la Fashion Week de Milan en portant FIYTA montres[pas clair].

## Filmographie
- 2012 : Romancing in Thin Air
- 2025 : Fung lam fo saan (风林火山) de Juno Mak